# Sächsische VIa
| VIa                          | VIa                       |
|                              |                           |
| ---------------------------- | ------------------------- |
| Anzahl:                      | 43                        |
| Hersteller:                  | Borsig Hartmann, Chemnitz |
| Indienststellung:            | 1848–1868                 |
| Ausmusterung:                | 1890–1902                 |
| Achsformel:                  | 1A1                       |
| Länge über Puffer:           | k. A.                     |
| Treibraddurchmesser:         | 1.830 mm                  |
| Laufraddurchmesser (vorn):   | 1.200 mm                  |
| Laufraddurchmesser (hinten): | 1.200 mm                  |
| Höchstgeschwindigkeit:       | k. A.                     |
| Kesselüberdruck:             | 7,5 bar                   |
| Kolbenhub:                   | 508 mm / 560 mm           |
| Zylinderdurchmesser:         | 381 mm / 380 mm           |
| Rostfläche:                  | 1,0 m²                    |
| Verdampfungsheizfläche:      | 87,1 m²                   |
| indizierte Leistung:         | k. A.                     |
| Achsfahrmasse:               | 11,8 t                    |
| Reibungsmasse:               | 11,8 t                    |
| Dienstmasse:                 | 28,0 t                    |
| Bremsbauart:                 | k. A.                     |

Als Gattung VIa bezeichneten die Königlich Sächsischen Staatseisenbahnen verschiedene Bauarten von Eilzug-Lokomotiven, welche ursprünglich von der Leipzig-Dresdner Eisenbahn und der Östlichen Staatsbahn stammten.

## Geschichte

Sächsische VIa Aurora, 1862 von Hartmann gebaut

Sächsische VIa, 1858 von Borsig gebaut

Von der Leipzig-Dresdner Eisenbahn waren zwischen 1848 und 1868 40 Lokomotiven für den schnellen Reisezugverkehr auf der Strecke zwischen Leipzig und Dresden bzw. von der Östlichen Staatsbahn 1861/62 drei Lokomotiven für die Strecke Dresden–Bodenbach gebaut worden. Bei der Kgl. Sächsische Staatseisenbahnen wurden alle ungekuppelten Lokomotiven in der Gattung _ VIa zusammengefasst. An Stelle des _ stand bis 1896 die Abkürzung des Herstellers (sie entfiel danach ersatzlos), die Gattung VI umfasste sog. Eilzuglokomotiven und a stand für ältere Bauarten, in diesem Fall für die ungekuppelten Maschinen der Achsfolge 1 A 1.
Mit Gründung der K. Sächs. Sts. E. B. 1869 befanden sich zunächst nur die drei Hartmann – Lokomotiven der Östlichen Staatsbahn in ihrem Bestand. Ab 1871 wurden sie als Gattung H VI a geführt.
Die Leipzig-Dresdner Eisenbahn hatte die ersten acht ihrer Lokomotiven (die Borsig- und Hartmann-Lieferungen der Jahre 1848/49) bis 1868 ausgemustert und die vier folgenden Lokomotiven der Borsiglieferung von 1854 in den Jahren 1873/76 in B 1 Schlepptender- bzw. B 1 Tenderlokomotiven umgebaut. Diese frühen Maschinen hatten deutlich andere Abmessungen als die späteren. Die 28 verbliebenen, zwischen 1856 und 1868 von Hartmann bzw. Borsig gebauten Maschinen erhielten nach Verstaatlichung der LDE 1876 die Gattungsbezeichnung H VIa bzw. B VIa, die Umbauten wurden als B II bzw. B IIa T geführt.

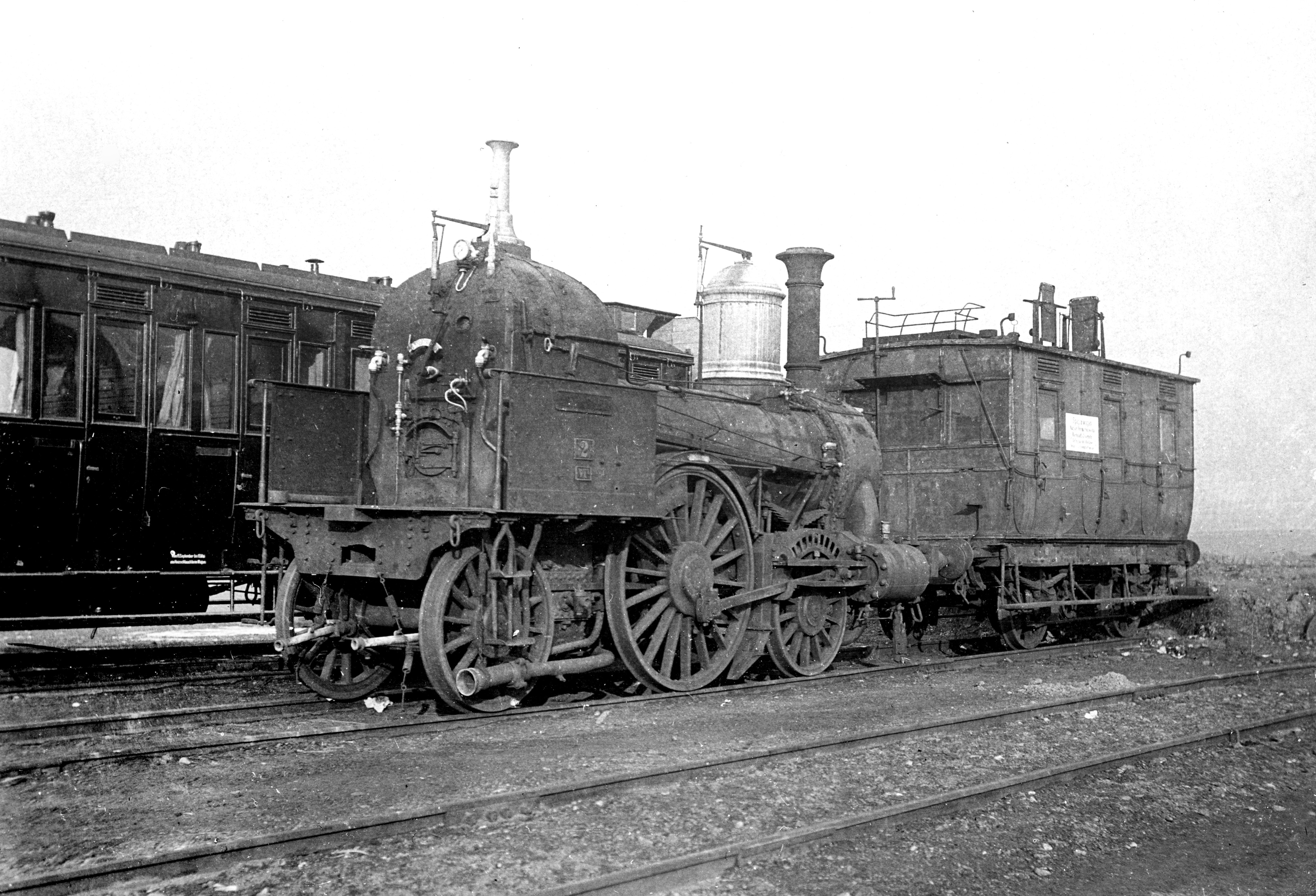
Sächsische VIa Bahnnummer 2 (in Chemnitz), vermutlich am Ende der musealen Umbauten 1901

Die sogenannten „Spinnräder“ hielten sich erstaunlich lange. 1890 war mit 21 Maschinen noch fast die Hälfte des Ursprungsbestandes in Betrieb. In den letzten Jahren liefen sie vor allem im Personenzugdienst. Als letzte wurde im Jahr 1902 die Bahnnummer 6, frühere GUSTAV HARKORT ausgemustert.
Die Bahnnummer 2, ehemalige BOEHLEN (ehemals ZÜRICH der LDE) war als vorletzte 1900 ausgeschieden. Sie wurde 1901 in den Zustand zum Zeitpunkt der Übernahme durch die Staatsbahn zurückversetzt und war für das sächsische Eisenbahnmuseum vorgesehen. Um 1925 wurde sie dennoch verschrottet.

## Technische Merkmale
Die Loks hatten einen innenliegenden Blechrahmen und bis auf die drei Maschinen der Östlichen Staatsbahn einen Kirchweger-Abdampfkondensator. Die Schiebersteuerung war entweder Bauart Borsig oder Stephenson. Zudem besaßen die Loks unterschiedliche Kesselbauarten. Die meisten Lokomotiven waren noch ohne Führerhäuser geliefert worden.